# Temporada 2017 del Campeonato Mundial de Rallycross de la FIA
El Campeonato Mundial de Rallycross FIA 2017 presentado por Monster Energy, es la cuarta temporada del Campeonato Mundial de Rallycross de la FIA. La temporada consta de doce rondas, comenzando el 31 de marzo en el Circuit de Barcelona-Catalunya y concluyendo el 12 de noviembre en el Complejo Killarney Motor Racing en Ciudad del Cabo, Sudáfrica.
Mattias Ekström es el actual campeón defensor, y su equipo el EKS RX es el actual campeón defensor en equipos.

## Calendario
El 17 de octubre de 2016 se publicó el calendario provisional de 2017. Una vez más, contiene doce rondas; Sin embargo la ronda argentina fue discontinuada en favor de una nueva en Sudáfrica. La mitad de las rondas contará con el apoyo de la categoría RX2, antes conocida como RX Lites.
| Rnd. | Evento                   | Fechas           | Circuito                                       | Ganador              | Equipo                 | Resultados |
| ---- | ------------------------ | ---------------- | ---------------------------------------------- | -------------------- | ---------------------- | ---------- |
| 1    | World RX de Barcelona    | 31 de marzo      | Circuit de Barcelona-Catalunya, Montmeló       | Mattias Ekström      | EKS RX                 | Resultados |
| 2    | World RX de Portugal     | 21 de abril      | Pista Automóvel de Montalegre, Montalegre      | Mattias Ekström      | EKS RX                 | Resultados |
| 3    | World RX de Hockenheim   | 5 de mayo        | Hockenheimring, Hockenheim                     | Mattias Ekström      | EKS RX                 | Resultados |
| 4    | World RX de Bélgica      | 12 de mayo       | Circuito Jules Tacheny Mettet, Mettet          | Johan Kristoffersson | PSRX Volkswagen Sweden | Resultados |
| 5    | World RX de Gran Bretaña | 26 de mayo       | Circuito de Lydden Hill, Wootton               | Petter Solberg       | PSRX Volkswagen Sweden | Resultados |
| 6    | World RX de Noruega      | 9 de junio       | Lånkebanen, Hell                               | Johan Kristoffersson | PSRX Volkswagen Sweden | Resultados |
| 7    | World RX de Suecia       | 30 de junio      | Höljesbanan, Höljes                            | Johan Kristoffersson | PSRX Volkswagen Sweden | Resultados |
| 8    | World RX de Canadá       | 4 de agosto      | Circuito de Trois-Rivières, Trois-Rivières     | Johan Kristoffersson | PSRX Volkswagen Sweden | Resultados |
| 9    | World RX de Francia      | 1 de septiembre  | Circuito de Lohéac, Lohéac                     | Johan Kristoffersson | PSRX Volkswagen Sweden | Resultados |
| 10   | World RX de Letonia      | 10 de septiembre | Estering, Bikernieki                           | Johan Kristoffersson | PSRX Volkswagen Sweden | Resultados |
| 11   | World RX de Alemania     | 29 de septiembre | Estering, Buxtehude                            | Mattias Ekström      | EKS RX                 | Resultados |
| 12   | World RX de Sudáfrica    | 10 de noviembre  | Circuito International de Killarney, Killarney | Johan Kristoffersson | PSRX Volkswagen Sweden | Resultados |

     Evento del Campeonato Europeo de Rallycross (incluyen los Supercars)
     Evento del Campeonato Europeo de Rallycross (exclusivamente para los Supercars)

## Equipos y Pilotos

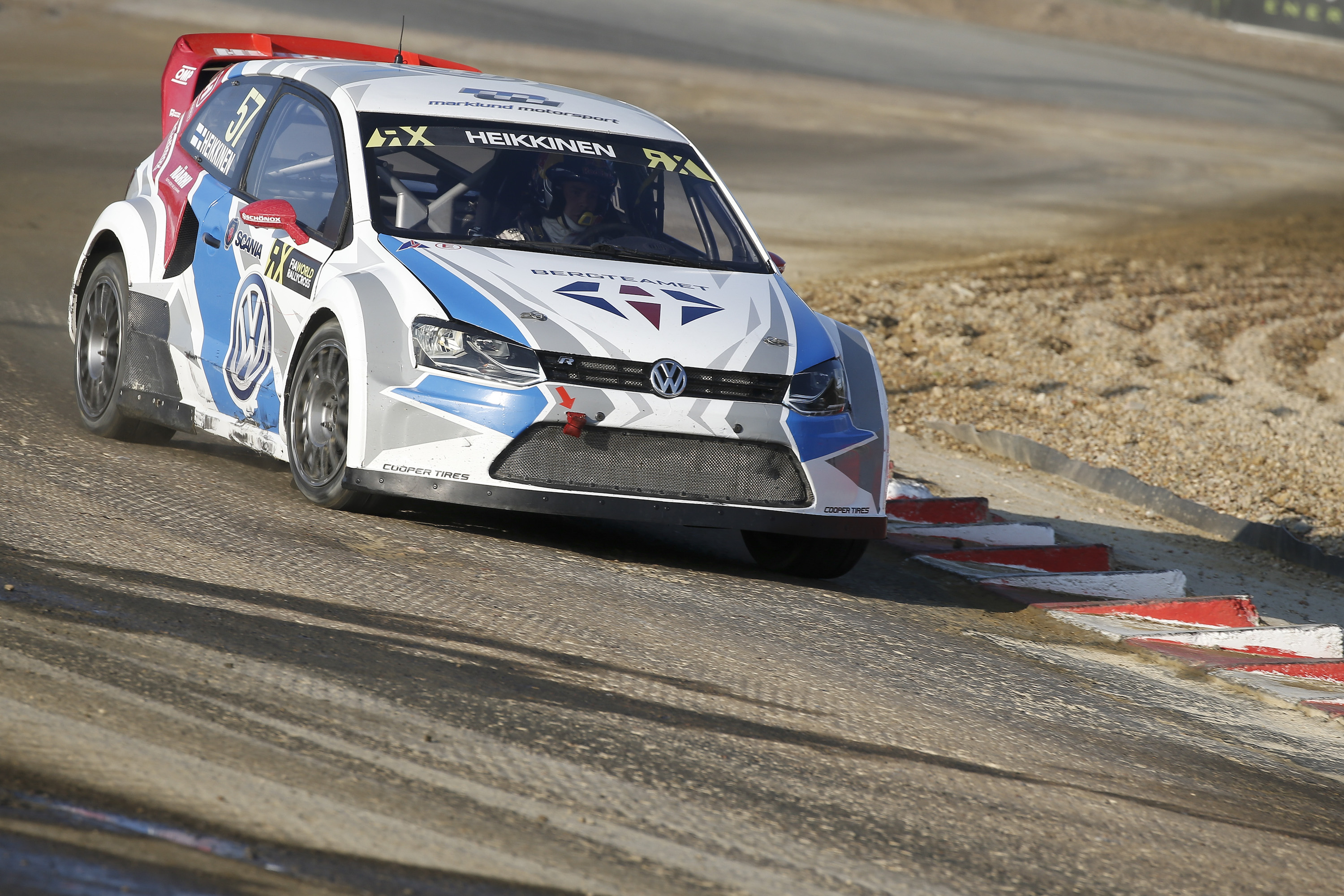
Toomas Heikkinen en Francia 2015

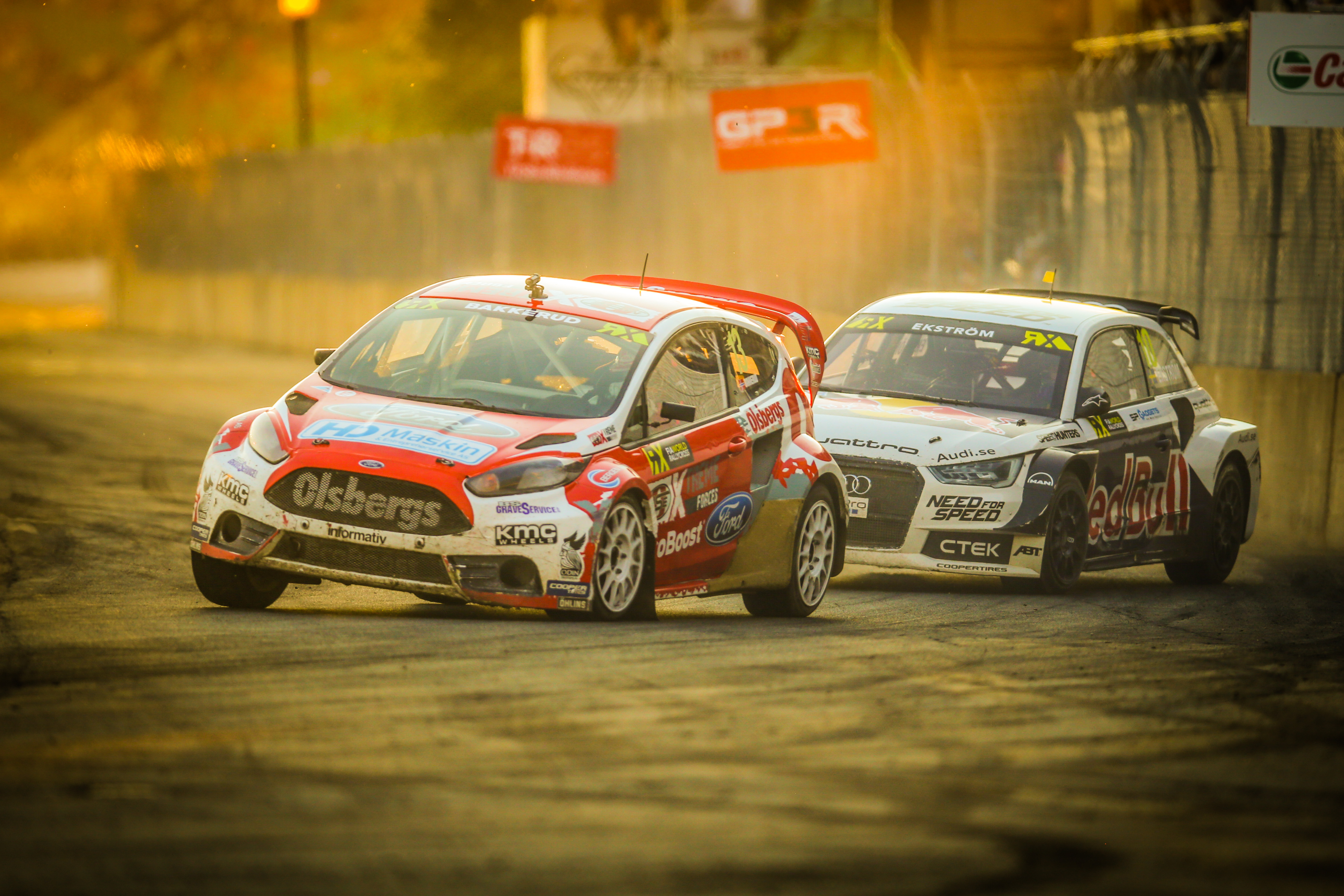
Andreas Bakkerud seguido de Mattias Ekström en Canadá 2015

### Supercar
| Audi | EKS RX                          | Audi S1             | 1   | Mattias Ekström       | 1-6, 8-9      |
| Audi | EKS RX                          | Audi S1             | 15  | Reinis Nitišs         | 1-9           |
| Audi | EKS RX                          | Audi S1             | 45  | Per-Gunnar Andersson  | 7             |
| Audi | EKS RX                          | Audi S1             | 51  | Nico Müller           | 9             |
| Audi | EKS RX                          | Audi S1             | 57  | Toomas Heikkinen      | 1-9           |
| Ford | Hoonigan Racing Division        | Ford Focus RS       | 13  | Andreas Bakkerud      | 1-9           |
| Ford | Hoonigan Racing Division        | Ford Focus RS       | 43  | Ken Block             | 1-9           |
| Ford | GRX                             | Ford Fiesta         | 68  | Niclas Grönholm       | 1-9           |
| Ford | MJP Racing Team Austria         | Ford Fiesta         | 44  | Timo Scheider         | 1-4, 6-9      |
| Ford | MJP Racing Team Austria         | Ford Fiesta         | 96  | Kevin Eriksson        | 1-9           |
| Ford | MJP Racing Team Austria         | Ford Fiesta         | 177 | Andrew Jordan         | 5             |
| Ford | STARD                           | Ford Fiesta         | 6   | Jānis Baumanis        | 1-9           |
| Ford | STARD                           | Ford Fiesta         | 7   | Timur Timerzyanov     | 1-9           |
| Kia | Speedy Motorsport               | Kia Rio             | 10  | "Csucsu"              | 1-9           |
| Peugeot | DA Racing                       | Peugeot 208         | 15  | Davy Jeanney          | 11            |
| Peugeot | DA Racing                       | Peugeot 208         | 66  | Grégoire Demoustier   | 1-2, 4-5, 8-9 |
| Peugeot | DA Racing                       | Peugeot 208         | 67  | François Duval        | 10            |
| Peugeot | DA Racing                       | Peugeot 208         | 87  | Jean-Baptiste Dubourg | 1-9           |
| Peugeot | Team Peugeot-Hansen             | Peugeot 208         | 9   | Sébastien Loeb        | 1-9           |
| Peugeot | Team Peugeot-Hansen             | Peugeot 208         | 21  | Timmy Hansen          | 1-9           |
| Peugeot | Team Peugeot-Hansen             | Peugeot 208         | 71  | Kevin Hansen          | 1-9           |
| Volkswagen | LOCO World RX Team              | Volkswagen Polo     | 58  | Alister McRae         | 9             |
| Volkswagen | LOCO World RX Team              | Volkswagen Polo     | 100 | Guy Wilks             | 1-8           |
| Volkswagen | PSRX Volkswagen Sweden          | Volkswagen Polo GTI | 3   | Johan Kristoffersson  | 1-9           |
| Volkswagen | PSRX Volkswagen Sweden          | Volkswagen Polo GTI | 11  | Petter Solberg        | 1-9           |
| Volkswagen | PSRX Volkswagen Sweden          | Volkswagen Polo GTI | TBA | Dieter Depping        | 11            |
| \| Audi \| Robin Larsson \| Audi A1 \| 4 \| Robin Larsson \| 3 \| \| Audi \| Kárai Motorsport Sportegyesület \| Audi A1 \| 102 \| Tamás Kárai \| 4 \| \| Citroën \| Hervé "Knapick" Lemonnier[14] \| Citroën DS3 \| 84 \| "Knapick" \| 1, 6-7, 9 \| \| Citroën \| All-Inkl.com Münnich Motorsport \| Citroën DS3 \| 77 \| René Münnich \| 5, 8 \| \| Ford \| Oliver O'Donovan[15] \| Ford Fiesta \| 2 \| Oliver O'Donovan \| 1, 5 \| \| Ford \| Martin Kaczmarski \| Ford Fiesta \| 69 \| Martin Kaczmarski \| 2-5 \| \| Ford \| M.D.K. \| Ford Fiesta \| 49 \| "M.D.K." \| 4-5 \| \| Ford \| Oliver Bennett \| Ford Fiesta \| 42 \| Oliver Bennett \| 5 \| \| Ford \| Olsbergs MSE \| Ford Fiesta \| 93 \| Sebastian Eriksson \| 7 \| \| Ford \| Olsbergs MSE \| Ford Fiesta \| 98 \| Oliver Eriksson \| 7 \| \| Ford \| Bompiso Racing Team \| Ford Focus \| 41 \| Joaquim Santos \| 2 \| \| Mitsubishi \| Vaaranmara Racing \| Mitsubishi Mirage \| 60 \| Joni-Pekka Rajala \| 6-7 \| \| Peugeot \| Emmanuel Anne \| Peugeot 208 \| 21 \| Emmanuel Anne \| 9 \| \| Peugeot \| Gaëtan Sérazin \| Peugeot 208 \| 40 \| Gaëtan Sérazin \| 9 \| \| Peugeot \| Albatec Racing \| Peugeot 208 \| 67 \| François Duval \| 4 \| \| Peugeot \| Laurent Bouliou \| Peugeot 208 \| 78 \| Laurent Bouliou \| 6, 9 \| \| Renault \| Guerlain Chicherit[16] \| Renault Clio \| 36 \| Guerlain Chicherit \| 1, 3-4, 6, 9 \| \| SEAT \| All-Inkl.com Münnich Motorsport \| Seat Ibiza Cupra \| 77 \| René Münnich \| 2-3 \| |                                 |                     |     |                       |               |
| Pilotos no permanentes |                                 |                     |     |                       |               |
| Constructor | Entrada                         | Coche               | No. | Piloto                | Rondas        |
| Audi | Robin Larsson                   | Audi A1             | 4   | Robin Larsson         | 3             |
| Audi | Kárai Motorsport Sportegyesület | Audi A1             | 102 | Tamás Kárai           | 4             |
| Citroën | Hervé "Knapick" Lemonnier       | Citroën DS3         | 84  | "Knapick"             | 1, 6-7, 9     |
| Citroën | All-Inkl.com Münnich Motorsport | Citroën DS3         | 77  | René Münnich          | 5, 8          |
| Ford | Oliver O'Donovan                | Ford Fiesta         | 2   | Oliver O'Donovan      | 1, 5          |
| Ford | Martin Kaczmarski               | Ford Fiesta         | 69  | Martin Kaczmarski     | 2-5           |
| Ford | M.D.K.                          | Ford Fiesta         | 49  | "M.D.K."              | 4-5           |
| Ford | Oliver Bennett                  | Ford Fiesta         | 42  | Oliver Bennett        | 5             |
| Ford | Olsbergs MSE                    | Ford Fiesta         | 93  | Sebastian Eriksson    | 7             |
| Ford | Olsbergs MSE                    | Ford Fiesta         | 98  | Oliver Eriksson       | 7             |
| Ford | Bompiso Racing Team             | Ford Focus          | 41  | Joaquim Santos        | 2             |
| Mitsubishi | Vaaranmara Racing               | Mitsubishi Mirage   | 60  | Joni-Pekka Rajala     | 6-7           |
| Peugeot | Emmanuel Anne                   | Peugeot 208         | 21  | Emmanuel Anne         | 9             |
| Peugeot | Gaëtan Sérazin                  | Peugeot 208         | 40  | Gaëtan Sérazin        | 9             |
| Peugeot | Albatec Racing                  | Peugeot 208         | 67  | François Duval        | 4             |
| Peugeot | Laurent Bouliou                 | Peugeot 208         | 78  | Laurent Bouliou       | 6, 9          |
| Renault | Guerlain Chicherit              | Renault Clio        | 36  | Guerlain Chicherit    | 1, 3-4, 6, 9  |
| SEAT | All-Inkl.com Münnich Motorsport | Seat Ibiza Cupra    | 77  | René Münnich          | 2-3           |

- En gris se indican equipos de un solo coche que no son elegibles para marcar puntos para el campeonato de equipos.

### RX2 International Series
- Todos los coches RX2 son diseñados y producidos por Avitas Motorsport en cooperación con Olsbergs MSE.

| A. Berggrens Bilservice Floby | 58 | Santosh Berggren     | 1,4      |
| Anders Michalak               | 12 | Anders Michalak      | 1-6      |
| Bard Holmen                   | 56 | Thomas Holmen        | 1-2, 4-5 |
| Ben-Philip Gundersen          | 2  | Ben-Philip Gundersen | 4        |
| BPG Motorsport                | 43 | Tony Sormbroen       | 3        |
| Ghislain de Mevius            | 7  | Ghislain de Mevius   | TBA      |
| Glenn Haug                    | 9  | Glenn Haug           | 1-6      |
| Guillaume De Ridder           | 96 | Guillaume De Ridder  | 1-6      |
| Hampus Rådström               | 17 | Hampus Rådström      | 4        |
| Helmia Motorsport             | 91 | Jonathan Walfridsson | 3-4      |
| JC Raceteknik                 | 6  | William Nilsson      | 4-6      |
| JC Raceteknik                 | 21 | Marcus Höglund       | 3-4      |
| JC Raceteknik                 | 66 | William Nilsson      | 1-3      |
| JC Raceteknik                 | 69 | Sondre Evjen         | 1-6      |
| Linus Östlund                 | 18 | Linus Östlund        | 4        |
| Olsbergs MSE                  | 11 | Tanner Whitten       | 1-6      |
| Olsbergs MSE                  | 13 | Cyril Raymond        | 1-6      |
| Olsbergs MSE                  | 19 | Andreas Bäckman      | 1-6      |
| Olsbergs MSE                  | 26 | Jessica Bäckman      | 1-6      |
| Olsbergs MSE                  | 33 | Tejas Hirani         | 1-2      |
| Olsbergs MSE                  | 36 | Guerlain Chicherit   | 5        |
| Olsbergs MSE                  | 53 | Cole Keatts          | 5        |
| Sandra Hultgren               | 51 | Sandra Hultgren      | 1-6      |
| Set Promotion                 | 8  | Simon Wågø Syversen  | 1-4, 6   |
| Simon Olofsson                | 52 | Simon Olofsson       | 1-6      |
| Sports Racing Technologies    | 55 | Vasily Gryazin       | 1-6      |
| Stein Frederic Akre           | 98 | Stein Frederic Akre  | 3-4      |
| Team Färén                    | 40 | Dan Rooke            | 1-6      |

## Clasificación

### Pilotos
| Pos. | Piloto                | BAR | PRT | HOC | BEL | GBR | NOR | SWE | CAN | FRA | LAT | GER | RSA | Puntos |
| ---- | --------------------- | --- | --- | --- | --- | --- | --- | --- | --- | --- | --- | --- | --- | ------ |
| 1    | Johan Kristoffersson  | 6   | 3   | 2   | 1   | 2   | 1   | 1   | 1   | 1   | 1   | 7   | 1   | 316    |
| 2    | Mattias Ekström       | 1   | 1   | 1   | 4   | 5   | 4   |     | 7   | 3   | 2   | 1   | 3   | 255    |
| 3    | Petter Solberg        | 4   | 6   | 4   | 3   | 1   | 7   | 7   | 2   | 5   | 7   | 4   | 4   | 252    |
| 4    | Sébastien Loeb        | 14  | 2   | 5   | 7   | 4   | 3   | 3   | 3   | 2   | 3   | 11  | 10  | 214    |
| 5    | Timmy Hansen          | 5   | 4a  | 3   | 2   | 6   | 5   | 4   | 6   | 6   | 9h  | 2   | 2   | 201    |
| 6    | Andreas Bakkerud      | 3   | 10  | 14  | 6   | 3   | 2   | 2   | 13  | 4   | 4   | 8   | 7   | 194    |
| 7    | Toomas Heikkinen      | 8   | 12  | 6   | 9   | 12  | 11  | 14  | 5   | 11  | 8   | 3   | 11  | 125    |
| 8    | Kevin Hansen          | 11  | 8   | 8   | 21  | 13  | 9   | 13  | 10  | 8   | 10  | 6   | 6   | 115    |
| 9    | Ken Block             | 9   | 11  | 11  | 8   | 7   | 8   | 9   | 9   | 7f  | 14  | 14  | 8   | 112    |
| 10   | Timo Scheider         | 2   | 15  | 7   | 11  |     | 12  | 10  | 12  | 9   | 15  | 15  | 5   | 109    |
| 11   | Kevin Eriksson        | 13  | 14  | 10  | 5   | 9   | 13  | 5   | 4   | 16  | 18  | 10  | 12  | 101    |
| 12   | Jānis Baumanis        | 15  | 7   | 15  | 16  | 10  | 14  | 6   | 8   | 10  | 5   | 9   | 9   | 98     |
| 13   | Timur Timerzyanov     | 20  | 9   | 9   | 10  | 11  | 6   | 11  | 11  | 15  | 13  | 17  | 13  | 78     |
| 14   | Reinis Nitišs         | 10  | 5   | 12  | 13  | 16  | 10  | 18  | 16  | 12  | 11  | 12  | 18  | 71     |
| 15   | Guy Wilks             | 7   | 16  | 19  | 14  | 14  | 17  | 20  | 15  |     |     |     |     | 21     |
| 16   | Jean-Baptiste Dubourg | 12  | 17  | 17  | 18  | 18  | 15  | 16  | 17  | 13  |     |     | 14  | 17     |
| 17   | Nico Müller           |     |     |     |     |     |     |     |     | 17  | 6   |     |     | 13     |
| 18   | Sebastian Eriksson    |     |     |     |     |     |     | 12  |     |     |     | 13  |     | 12     |
| 19   | Andrew Jordan         |     |     |     |     | 8   |     |     |     |     |     |     |     | 11     |
| 20   | Niclas Grönholm       | 17  | 13  | 16  | 12  | 15  | 16  | 8   | 14e | 14  | 12i | 5j  | 15k | 4      |
| 21   | Robin Larsson         |     |     | 13  |     |     |     |     |     |     |     |     |     | 4      |
| 22   | François Duval        |     |     |     | 15  |     |     |     |     |     | 20  |     |     | 2      |
| 23   | Per-Gunnar Andersson  |     |     |     |     |     |     | 15  |     |     |     |     |     | 2      |
| 24   | Oliver Eriksson       |     |     |     |     |     |     | 17  |     |     |     |     | 16  | 1      |
| 25   | "Knapick"             | 18  |     |     |     |     | 21  | 21  |     | 20  | 16  |     |     | 1      |
| 26   | Dieter Depping        |     |     |     |     |     |     |     |     |     |     | 16  |     | 1      |
| 27   | René Münnich          |     | 18  | 20  |     | 17  |     |     | 18  |     |     | 19  | 17  | 0      |
| 28   | Martin Kaczmarski     |     | 19  | 18  | 19  | 22  |     |     |     |     |     | 22  |     | 0      |
| 29   | "M.D.K."              |     |     |     | 17  | 24  |     |     |     |     |     |     |     | 0      |
| 30   | Davy Jeanney          |     |     |     |     |     |     |     |     |     |     | 18  |     | 0      |
| 31   | Gaëtan Sérazin        |     |     |     |     |     |     |     |     | 18  |     |     |     | 0      |
| 32   | Guerlain Chicherit    | 21  |     | 21  | 20  |     | 19  |     |     | 19  |     |     |     | 0      |
| 33   | Laurent Bouliou       |     |     |     |     |     | 20  |     |     | 21  |     |     |     | 0      |
| 34   | Oliver O'Donovan      |     |     |     |     | 20  |     |     |     |     |     |     |     | 0      |
| 35   | Mark Cronje           |     |     |     |     |     |     |     |     |     |     |     | 20  | 0      |
| 36   | Andreas Steffen       |     |     |     |     |     |     |     |     |     |     | 21  |     | 0      |
| 37   | Ashley Haigh-Smith    |     |     |     |     |     |     |     |     |     |     |     | 21  | 0      |
| 38   | Joaquim Santos        |     | 22  |     |     |     |     |     |     |     |     |     |     | 0      |
| 39   | Oliver Bennett        |     |     |     |     | 23  |     |     |     |     |     |     |     | 0      |
| 40   | Tamás Kárai           |     |     |     | 23  |     |     |     |     |     |     |     |     | 0      |
| 41   | Alister McRae         |     |     |     |     |     |     |     |     | 24  |     |     |     | 0      |
| 42   | "Csucsu"              | 16  | 20  | 22  | 24c | 21  | 22  | 22  | 19  | 22  | 17  | 20  |     | -9     |
| 43   | Joni-Pekka Rajala     |     |     |     |     |     | 18  | 19d |     |     | 19  |     |     | -10    |
| 44   | Grégoire Demoustier   | 19  | 21b |     | 22  | 19  |     |     | 20  | 23  |     |     | 19  | -10    |
| 45   | Emmanuel Anne         |     |     |     |     |     |     |     |     | 25g |     |     |     | -10    |
| Pos. | Piloto                | BAR | PRT | HOC | BEL | GBR | NOR | SWE | CAN | FRA | LAT | GER | RSA | Puntos |

† Diez puntos del campeonato deducidos por el uso de un neumático no registrado en Q3.

‡ Diez puntos del campeonato deducidos para sellar un turbo adicional después de la verificación.

‡‡ Diez puntos del campeonato deducidos para sellar un turbo adicional después de la verificación.

‡‡‡ Diez puntos del campeonato deducidos para el uso de un tercer turbocompresor en la competición.

‡‡‡‡ Quince puntos del Campeonato deducidos para el uso de un cuarto motor sellado.

### Equipos
| Pos. | Equipo                   | No. | Piloto               | Puntos |
| ---- | ------------------------ | --- | -------------------- | ------ |
| 1    | PSRX Volkswagen Sweden   | 3   | Johan Kristoffersson | 544    |
| 1    | PSRX Volkswagen Sweden   | 11  | Petter Solberg       | 544    |
| 1    | PSRX Volkswagen Sweden   | 94  | Dieter Depping       | 544    |
| 2    | Team Peugeot-Hansen      | 9   | Sébastien Loeb       | 415    |
| 2    | Team Peugeot-Hansen      | 21  | Timmy Hansen         | 415    |
| 3    | EKS RX                   | 1   | Mattias Ekström      | 380    |
| 3    | EKS RX                   | 15  | Reinis Nitišs        | 380    |
| 3    | EKS RX                   | 57  | Toomas Heikkinen     | 380    |
| 4    | Hoonigan Racing Division | 13  | Andreas Bakkerud     | 306    |
| 4    | Hoonigan Racing Division | 43  | Ken Block            | 306    |
| 5    | MJP Racing Team Austria  | 44  | Timo Scheider        | 221    |
| 5    | MJP Racing Team Austria  | 96  | Kevin Eriksson       | 221    |
| 5    | MJP Racing Team Austria  | 177 | Andrew Jordan        | 221    |
| 6    | STARD                    | 6   | Jānis Baumanis       | 176    |
| 6    | STARD                    | 7   | Timur Timerzyanov    | 176    |

### RX2 International Series
| Pos. | Piloto               | BEL | GBR | NOR | SWE | CAN | FRA | RSA | Pts |
| ---- | -------------------- | --- | --- | --- | --- | --- | --- | --- | --- |
| 1    | Cyril Raymond        | 1   | 1   | 1   | 6   | 1   | 1   | 1   | 198 |
| 2    | Dan Rooke            | 2   | 2   | 3   | 1   | 6   | 9   | 6   | 154 |
| 3    | Guillaume De Ridder  | 9   | 4   | 8   | 2   | 2   | 2   | 5   | 138 |
| 4    | Tanner Whitten       | 3   | 7   | 2   | 16  | 3   | 15  | 3   | 105 |
| 5    | William Nilsson      | 10  | 5   | 7   | 3   | 8   | 7   | 10  | 98  |
| 6    | Simon Olofsson       | 5   | 6   | 9   | 11  | 5   | 8   | 7   | 98  |
| 7    | Vasiliy Gryazin      | 7   | 10  | 12  | 19  | 4   | 3   | 4   | 94  |
| 8    | Sondre Evjen         | 6   | 9   | 6   | 14  | 7   | 11  | 2   | 93  |
| 9    | Glenn Haug           | 4   | 8   | 4   | 12  | 13  | 10  | 15  | 76  |
| 10   | Andreas Bäckman      | 15  | 14  | 5   | 4   | 9   | 12  | 8   | 69  |
| 11   | Thomas Holmen        | 11  | 3   | 18  | 8   | 14  | 6   | 9   | 67  |
| 12   | Simon Wågø Syversen  | 17  | 12  | 11  | 7   | 16  | 4   | 13  | 47  |
| 13   | Anders Michalak      | 8   | 11  | 16  | 13  | 17  | 5   | 11  | 45  |
| 14   | Stein Frederic Akre  |     |     | 19  | 5   |     |     | 14  | 22  |
| 15   | Jessica Bäckman      | 16  | 13  | 14  | 22  | 10  | 14  | 16  | 21  |
| 16   | Sandra Hultgren      | 14  | 15  | 15  | 17  | 11  | 13  |     | 19  |
| 17   | Marcus Höglund       |     |     | 10  | 9   |     |     |     | 18  |
| 18   | Linus Östlund        |     |     |     | 10  |     |     |     | 10  |
| 19   | Guerlain Chicherit   |     |     |     |     | 15  |     | 12  | 8   |
| 20   | Tejas Hirani         | 12  |     |     |     |     |     |     | 8   |
| 21   | Cole Keatts          |     |     |     |     | 12  |     |     | 7   |
| 22   | Santosh Berggren     | 13  |     |     | 21  |     |     |     | 4   |
| 23   | Tony Sormbroen       |     |     | 13  |     |     |     |     | 4   |
| 24   | Ben-Philip Gundersen |     |     |     | 15  |     |     |     | 2   |
| 25   | Jonathan Walfridsson |     |     | 17  | 18  |     |     |     | 0   |
| 26   | Hampus Rådström      |     |     |     | 20  |     |     |     | 0   |